# 放射性核素

依核穩定性上色的核素圖：（Z為質子數；N為中子數）
黑色 – 穩定核種（皆為原始核種）
' – 長壽的原始放射性核種
其他顏色 – 非原生的放射性核種，穩定性從'到白色逐漸降低

放射性核種（英語：或），又稱作放射性同位素（英語：radioactive isotope），是指原子核不穩定、具有放射性的核種。放射性核種會發生放射性衰變，放出游離輻射（如α射線、β射線、γ射線等），衰變成其他核種。
每種放射性核種的核穩定性各不相同，半衰期有長有短。放射性核種的半衰期沒有已知的時間上下限，範圍可以到55個數量級，短至幾乎瞬間（如鈹-8），長至宇宙年齡的一兆倍（如氙-124）。穩定性愈高的放射性核種，其半衰期愈長，放射性愈低。已發現的放射性核種中，有650種的半衰期超過一小時，而有數千種的半衰期更短。目前已知最長壽的放射性核種為碲-128，半衰期長達2.2×1024年，約為宇宙年齡的160兆倍。

## 定義
原子核中不同數目的質子和中子的組合會影響其穩定性，因此每種核種的核穩定性各不相同。若某核種的原子核不夠穩定、會發生放射性衰變的話，它會被稱為放射性核種或放射性同位素，例如氚（3
T
）、碳-14（14
C
）、鉀-40（40
K
）、鈷-60（60
Co
）、碘-131（131
I
）、銫-137（137
Cs
）等。反之，原子核足夠穩定，不發生放射性衰變者，則稱為穩定核種，例如氕（1
H
）、氘（2
D
）、碳-12（12
C
）、鈷-59（59
Co
）、銫-133（133
Cs
）等。
目前大多數已知的核種都是不穩定的放射性核種，已發現超過3000種。若某元素沒有穩定同位素，即所有同位素都具有放射性，則該元素稱為放射性元素，例如鈾、鐳和氡等。原子序83以上（鉍以後）的元素以及43號鎝和61號鉕都屬於放射性元素，而其餘原子序82以下的元素都具有至少1種穩定的同位素。
在已知的3000多種放射性核種中，只有90餘種是天然存在的，絕大多數都是人工合成的，稱作人造放射性核種。人造的放射性核種大多半衰期較短，較為不穩定。所有同位素均為人造同位素的元素稱為人造元素，例如鋂、鋦等，皆為放射性元素。

## 來源

### 天然放射性核種
天然存在的放射性核種依起源主要可以分成三類：原始放射性核種、次生天然放射性核種和天然核反應生成的放射性核種。
- 恆星核合成和超新星爆發的過程會生成各種穩定核種及放射性核種，生成的放射性核種在形成後便不斷發生衰變，直到變成穩定核種為止（即衰變鏈的終點）。其中部分放射性核種具有極長的半衰期，衰變速率緩慢，因此這些核種的原子從太陽系形成之初經歷數十億年後仍得以相當的量存留到現在。這些自太陽系誕生伊始存續至今的放射性核種稱為原始放射性核種（英语：Primordial nuclide）。其中最重的三種原始放射性核種在地殼中的衰變過程組成了現今自然界中三條最主要的衰變鏈，分別是以釷-232為母體的釷系、以鈾-238為母體的鈾系和以鈾-235為母體的錒系。[4]除了前述三者外，還有約31種原始放射性核種並不屬於上述三大衰變鏈之內，例如鉀-40、銣-87、銦-115、 碲-128、碲-130、釤-147、鎦-176、錸-187和鉍-209等。
- 次生天然放射性核種是天然釷和鈾衰變的中間產物。它們的半衰期通常較短，但由於處在自然界的三大衰變鏈中，因此能不斷地作為衰變產物生成。代表性的例子包括鐳-226、氡-222和釙-210等。由於它們的半衰期較短，單位時間內的放射劑量較大，因此礦場和地下室的放射性危害通常是由這些短壽命核種造成的，尤其是容易擴散和被吸入的氡氣，是僅次於吸菸的第二個造成肺癌的主要原因。
- 天然核反應也會產生許多短壽命的放射性核素，例如宇宙射線作用產生的宇生放射性核素（英语：Cosmogenic nuclide）（氚、碳-14等）[4][5]，以及地球上的原子發生自發裂變、中子捕獲等作用產生的核生成（英语：Nucleogenic）核素（鎝-99（英语：Technetium-99）、鈽-239等）。

### 人造放射性核種
自然界中不存在的放射性核種主要經由核反應爐或粒子加速器人工製造而得。
- 核反應爐中核燃料的分裂和衰變過程會產生各種核種，其中大部分是放射性核種，因此從用過核燃料中可以提取出許多自然界中含量稀少或不存在的放射性核種，例如鍶-90、銫-137、鎝-99（英语：Technetium-99）、碘-129和鈽-239等。由這些化學性質及核性質各異的放射性核種所組成的複雜混合物使得核廢料和放射性塵埃的處理成為一大麻煩。
- 除了從核廢料中提取外，還可以在核反應爐中以中子照射靶核來生產放射性核種，例如鈷-60、碘-131、磷-32、鉈-201（英语：Thallium-201）、銥-192（英语：Iridium-192）和金-198等核種主要經由此法生產。[6][7]
- 使用迴旋加速器、直線加速器等粒子加速器加速帶電粒子轟擊靶核，可生產放射性核種，例如斷層掃描常使用的鉈-201、鎵-67、氧-15和氟-18等核種通常使用迴旋加速器製備。[8][9]原子序超過100的超鐨元素只能透過此途徑合成。[10]
- 放射性核種孳生器（英语：Radionuclide generator）是一種通過長壽放射性母核種的衰變來少量供給短壽命放射性核種的裝置，通常在核醫學中用於提供放射性藥物。[11]孳生器中含有半衰期較長的放射性母核種，放射性母核種衰變產生的放射性子核種則用於醫療用途。放射性母核種通常在核反應爐中生產。代表性的例子是核醫學診斷中常用的鎝-99m一般來自鎝-99m孳生器（英语：Technetium-99m generator），孳生器中使用的母核種為鉬-99。

## 用途
放射性核種在應用上可單獨使用其核特性，或結合其化學性質進行運用：
- 鈾-235、鈽-239等可分裂物質被廣泛用作核能發電的核燃料，以及研製核武器。
- 核醫學和放射腫瘤學中利用放射性核種進行診斷、治療和配置藥物。使用會發射γ射線或正電子的放射性示踪劑可以提供有關人體解剖結構和器官功能的診斷資訊[12][13][14]，應用於單光子電腦斷層掃描（英语：Single-photon emission computed tomography）（SPECT）和正電子發射斷層掃描（PET）等斷層掃描技術上。放射性核種也用於治療腫瘤，但成功率有限。更強大的γ射源可用於消毒注射器等醫療器材及設備。
- 在化學反應中使用放射性核種作為示蹤劑或標記物[15]，可用於追蹤特定物質在某個物理作用過程、化學反應或在代謝等生理反應中的路徑和去向。一般來說，目標元素的原子化學性質幾乎相同，彼此並無法區分。然而，若使用該元素的放射性同位素進行替換，則可以通過其發出的輻射來檢測它們，稱作放射性示蹤劑，可依此對目標元素的去向進行追蹤。例如生物學中常使用碳-14、鈉-24、鐵-59等作為示蹤劑，農業上則使用磷-32作為示蹤劑來測定植物吸收磷肥的效率等。[4]
- 放射性核種釋出的輻射可用於食品保鮮，用於阻止根莖類作物發芽、殺死寄生蟲和害蟲、控制貯藏蔬果的成熟度等。食品輻照通常使用會放出強γ射線的β衰變核種，例如鈷-60或銫-137等。
- 工廠中使用釙-210、鋂-241、鍶-90等放射性核種釋放的輻射來消除紙張、橡膠薄片、塑膠薄片、絲線等絕緣體相互摩擦時產生的靜電。[8]
- 在工業和採礦業中，放射性核種用於檢查焊縫、檢測管道洩漏、研究金屬的磨損、侵蝕和腐蝕速率等。[16]
- 工業上使用鈷-60、銫-137和鉲-252等放射性核種和輻射度量儀器來計測物質的厚度、密度與均勻性，以及液位、介面高度與溼度等。[4][8]
- 放射性同位素熱電機（RTG）和放射性同位素加熱器（RHU）中利用放射性核種的衰變來提供電力和熱量，應用在人造衛星、太空探測器等太空飛行器上。
- 在生態學中，放射性核種用於追踪和分析污染物質、研究地表水的流動、測量雨水和流水的徑流及溪流的流速等。
- 在地質學、考古學和古生物學中，天然放射性核種用於測定岩石、礦物和化石等的年齡，稱作放射性定年法。方法為測定樣本中天然放射性核種與其衰變產物的比率，可由該放射性核種之半衰期來推算樣本的存在年代。最廣為人知的例子是放射性碳定年法，用於測定化石等生物性有機物的年齡。[17]

## 危害
若放射性核種透過一些事故、不良的處理或者其他方法而釋放到自然環境中，則可能會造成放射性污染等有害影響。如果在治療期間過度使用放射性核種或以其他方式過度暴露在其輻射中，會因輻射中毒而對健康造成損害。過度暴露在輻射中會產生皮膚發紅、脫髮、燒傷和急性放射線症候群等症狀。長期暴露可能會損害人體健康組織及器官，導致其無法正常運行。放射線也會導致細胞受損、誘發突變，進而導致癌症。癌細胞擴散的跡象可能要在接觸放射線後幾年甚至幾十年後才會出現。